# Charles de Chavannes
Fortuné Charles de Chavannes (Lyon, 19 de mayo de 1853 - Antibes, 7 de febrero de 1940) fue un explorador y administrador colonial francés. 

## Biografía
Estudió derecho en la Universidad de Lyon y se graduó como abogado en 1877. En marzo de 1883, se convirtió en secretario privado del explorador Pierre Savorgnan de Brazza, al que acompañó en la misión que este dirigió al África Occidental desde 1883 a 1886. Participó en la fundación de Brazzaville, donde fue el primer europeo residente.  
De 1886 a 1889, vivió en el Congo Central y participó en la exploración y el establecimiento del Congo Francés. En marzo de 1889, fue nombrado vicegobernador de Gabón, residiendo en Libreville.  
Como ministro plenipotenciario de Francia, en 1891 de Chavannes fue nombrado delegado colonial ante la Comisión Transahariana y la Comisión de Fronteras Franco-Española. En 1894, enfermó y tuvo que regresar a Francia. 

## Obras
De Chavannes escribió numerosos libros sobre la historia colonial francesa en el África Ecuatorial:
- Deltas de l'Alima, de la Shanga et confluent de l'Oubangui [Deltas del Alima, del Shanga y confluencia del Oubangui] (1885)
- Exposé sommaire de voyage dans l'Ouest-Africain [Resumen de un viaje al África Occidental] (1886)
- Le bois d'Okoumé [El bosque de Okoumé] (1930)
- Pour le cinquantenaire de Brazzaville [Con motivo del cincuentenario de Brazzaville] (1931)
- Un collaborateur de Brazza, Albert Dolisie [Un colaborador de Brazza, Albert Dolisie] (1932)
- Note sur la fondation de Brazzaville en 1884 [Nota sobre la fundación de Brazzaville en 1884] (1935)
- Souvenirs de la mission de l'Ouest-Africain [Recuerdos de la misión al África Occidental] (con Brazza, 1936-1937)
- Le Congo français: Ma collaboration avec Brazza [El Congo francés: Mi colaboración con Brazza] (1937)
- Les origines de l'Afrique Équatoriale française [Los orígenes del África Ecuatorial francesa] (1941)